# Jolosällskapet
Jolosällskapet är ett litterärt sällskap, instiftat 1997 till minne av Jolo, Jan Olof Olsson, reporter på Dagens Nyheter 1945–74 och författare till ett fyrtiotal böcker. Sällskapet är det största i Sverige som ägnas en journalist. Det delar sedan 2002 ut Jolopriset och ger ut skrifter med texter om och av Jolo, däribland Mannen med de 29 kostymerna (2000), Med Jolo till Köpenhamn (2003), Allsvensk idyll (2007), Så minns vi Jolo (2014), Kvällarna i Helsingfors (2015) och Vägen till Sarajevo (2017).